# Bandera de Nova Gal·les del Sud

Insígnia de Nova Gal·les del Sud.

La bandera de Nova Gal·les del Sud fou adoptada per anunci del governador el febrer de 1876.
La bandera, seguint la tendència a la d'altres estats australians o de la mateixa bandera nacional, està basada en el pavelló blau britànic. Això és degut al fet que la Llei de Defensa Naval Colonial de 1865 establia que qualsevol colònia britànica podia disposar legalment dels seus propis vaixells de guerra i podia utilitzar una bandera amb el pavelló blau britànic i la insígnia de la colònia.
Aquesta està formada pel pavelló blau britànic carregada amb la insígnia de l'estat de Nova Gal·les del Sud a la part central del vol. Aquesta insígnia està formada per una rodella blanca amb la creu de Sant Jordi, al centre d'aquesta hi apareix un lleopard d'or passant i en cada braç de la creu, un estel de vuit puntes d'or.

## Colors
Segons estableix el govern de l'estat, els colors i codis de la bandera són els següents:
| Model de color | Blau        | Vermell    | Blanc         | Groc         |
| -------------- | ----------- | ---------- | ------------- | ------------ |
| Pantone        | 2758        | 485        | Blanc         | 123          |
| RGB            | 0, 38, 189  | 255, 13, 0 | 255, 255, 255 | 255, 194, 15 |
| CMYK           | 100-80-0-26 | 0-95-100-0 | 0-0-0-0       | 0-24-94-0    |
| HTML           | #0026BD     | #FF0D00    | #FFFFFF       | #FFC20F      |

Els codis de color RGB, CMYK i HTML s'han extret del codi Pantone oficialitzat pel govern de l'estat.

## Banderes històriques

1867
1870-1876